# 釜ヶ渕堰堤
釜ヶ渕堰堤（かまがふちえんてい）は、長野県松本市安曇（旧南安曇郡安曇村）、信濃川水系犀川の上流部（梓川）に建設されたダム。高さ29メートルの積石アーチ式コンクリート砂防堰堤である。国の登録有形文化財。

## 概要
1915年、焼岳の噴火による大量の泥流が犀川上流部（梓川）をせき止めてられて大正池が誕生した。この堆積した土砂の流出を防ぎ、上高地の景観と犀川流域の保全を目的に、大正池の河口直下に建設されている。かつては県道沿いに上高地に向かう途中に見ることができたが、県道の崩落事故が度重なったため2005年に新しい釜トンネルに付け替えられ、ほとんど人目に触れることはなくなった。

## 歴史
1936年（昭和11年）に着工し、1943年（昭和18年）に釜ヶ渕堰堤本体工事が、翌年昭和19年に下流側の本副堰堤工事が竣工した。内部の構造は主に玉石を埋め込んだ粗石コンクリートで、表面は現地の石を加工した築石を用いている。梓川流域ではこの堰堤の着工に先立ち、1932年（昭和7年）に国の直轄砂防工事が始められており、当初は梓川沿いの山腹工や、沢渡周辺の川への小規模な砂防工事が行われた。2002年（平成14年）8月、国の登録有形文化財に登録。